# Délestage électrique
Le délestage électrique consiste à supprimer l'alimentation d'un groupe d'appareils ou de clients afin d'éviter la saturation de l'alimentation électrique.

## Délestage réseau
Dans un réseau  électrique, le délestage consiste à arrêter volontairement l'approvisionnement d'un ou de plusieurs consommateurs pour rétablir rapidement l'équilibre entre la production et la consommation du réseau. Il s'agit d'une mesure de sauvegarde destinée à éviter les risques d'effondrement en tension ou en fréquence qui pourraient entraîner la coupure de la totalité d'un sous-réseau.
Quatre types de délestage sont pratiqués :
- sur ordre : en fonction des heures de pointe de consommation[1] ;
- sur comptage de l'énergie : en mesurant la moyenne de la puissance consommée en dix secondes comparée à la puissance souscrite (tarif vert pour les lignes à haute tension)[1],[2] ;
- sur seuil de puissance ou de courant : dès qu'un seuil est dépassé, un relais de délestage coupe les départs non prioritaires[1],[3] ;
- sur seuil de fréquence : lorsque la fréquence du réseau franchit un seuil fixé par l'UCTE[1],[4], les gestionnaires de réseaux électriques doivent mettre en place des délestages si la fréquence du réseau descend entre 49 et 47,5 Hz. L'application de cette mesure a sans doute permis que la panne de courant européenne de novembre 2006 ne dégénère pas en défaillance totale du réseau[5].

## Délestage local
Dans un local industriel ou chez un particulier, il est possible d'utiliser un délesteur permettant d’arrêter l'alimentation de certains appareils non critiques (par exemple : chauffage, ballon d'eau-chaude, etc.) en cas de consommation électrique trop proche de l'abonnement souscrit. Cela présente l'avantage de ne pas surdimensionner l'abonnement, pour des besoins de puissance ponctuels, souvent liés à une utilisation inhabituelle, et momentanée, de plusieurs appareils gros consommateurs d’électricité (chauffage + four + lave-vaisselle + sèche-linge, etc.). 
Certains délesteurs permettent de gérer plusieurs zones voire de délester manuellement une zone particulière, en fonction des besoins, permettant ainsi de faire des économies sur l'abonnement souscrit et sur la taille des câbles électriques nécessaires.